# Forchia
Forchia är en ort och kommun i provinsen Benevento i regionen Kampanien i Italien. Kommunen hade 1 221 invånare (2017).